# Heteronychus plebejus
Heteronychus plebejus är en skalbaggsart som beskrevs av Johann Christoph Friedrich Klug 1832. Heteronychus plebejus ingår i släktet Heteronychus och familjen Dynastidae. Inga underarter finns listade i Catalogue of Life.